# 제23화학대대
제23화학대대(23rd Chemical Battalion)은 제48화학여단의 예하 화학대대이다. 표어는 "Two joined as one(→둘이 만나 하나가 되다)", 제2차 세계 대전과 한국 전쟁을 종군하였다.

## 역사
1944년 5월 27일 잉글랜드에서 제23화학연막생성대대, 본부 및 본부파견대로 구상하여 창설되어, 1945년 11월 12일에 프랑스에서 해산하였다.
1949년 1월 18일, 정규군 소속 제4화학연막생성대대, HHD로 재편성되고, 이듬해 1949년 2월 1일에 메릴랜드주의 엣지우드 화학센터에서 재소집되었다.
1954년 3월 4일, 제4화학대대, HHD로 재개편되었다.
1959년 6월 15일, 독일에서 두 번째 해산하였다.
1988년 9월 16일, 제23화학대대, HHD로서 재편성되어 주한 미군 육군 부대로서 활동을 재계하였다. 이후, 제2보병사단, 1여단에 배속되고 대한민국 캠프 스탠리에서 주둔하였다.
2001년, 캠프 캐롤에 옮겨온 제267화학중대가 대대에 배속되었다.
2004년 6월, 24일 제267, 501화학중대가 해체하였다. 그리고 같은 해 말에 들어 주한 미군이 재편성되면서 11월 17일에 미국 본토의 워싱턴주 포트 루이스로 철수하였다.
2012년 10월 4일, 미국 육군부는 제23화학대대가 루이스-맥코드 합동기지에서 캠프 스텐리로 이전될 것이라고 밝혔다. 본부분견대와 제61, 62, 501화학중대는 제2보병사단, 1기갑여단전투단에 배속될 것이며, 병력 300명을 2013년 3월까지 마칠 예정이다. 예정대로 대대는 2013년 1월 7일부터 3월이 돼서야 약 300여명의 모든 대대원이 도착하였다. 예전처럼 북한의 화생방 무기에 대한 대책부대로서 활약하는 임무를 맡았다. 4월 4일, 공식적으로 대대 깃발을 게양하고 장비 전시 및 화생방 탐지 및 제독시범을 보였다.
2015년 7월, 제2보병사단, 1기갑여단전투단이 해산하였다. 현재 대대는 제2전투항공여단을 지나, 제2보병사단 지원여단 산하 부대가 되었다.

## 산하 부대

### 현재
- 제4화학중대
- 제61화학중대
- 제62화학중대
- 제501CBRNE중대 (기술 호송)
- 제718병기중대 (폭발물 해제)

### 이전
- 제63화학중대 - 포트 캠벨; 2012년 6월 10일, 제2화학대대로 전속.
- 제92화학중대 - 포트 스튜어트; 2012년 6월 10일, 제83화학대대로 전속.
- 제267화학중대; 2001년 ~ 2004년

## 기록

### 소속
1. 제2보병사단, 1여단; 1988년 9월 16일
2. 제48화학여단; 2004년 11월 17일
3. 제2보병사단, 1기갑여단전투단; 2013년 1월 7일
4. 제2전투항공여단; 2015년 7월;
5. 제2보병사단 지원여단; 2015년 8월 1일

### 계보
- 1944년 5월 27일 - Headquarters and Headquarters Detachment, 23d Chemical Smoke Generator Battalion
→제23화학연막생성대대, 본부 및 본부분견대
- 1949년 1월 18일 - Headquarters and Headquarters Detachment, 4th Chemical Smoke Generator Battalion,
정규군 배정
→제4화학연막생성대대, 본부 및 본부분견대
- 1954년 3월 4일 - Headquarters and Headquarters Detachment, 4th Chemical Battalion
→제4화학대대, 본부 및 본부분견대
- 1988년 9월 16일 - Headquarters and Headquarters Detachment, 23d Chemical Battalion
→제23화학대대, 본부 및 본부분견대
- 2016년 10월 16일 Headquarters and Headquarters Company, 23d Chemical Battalion
→제23화학대대, 본부 및 본부중대

### 전역
| 스트리머 그림 | 스트리머 이름               | 내역 |
| ------------- | --------------------------- | --- |
|               | 유럽-아프리카-중동          | - 노르망디 - 북부 프랑스 - 라인란트 - 안데스-알사스 - 중부 유럽 |
|               | 한국 전쟁                   | - UN 방어 - UN 공세 - CCF 개입 - 첫번째 UN 반격 - CCF 춘계 공세 - UN 하계-추계 공격 - 두번째 한국 동계 - 1952년 한국 하계-추계 - 세번째 한국 동계 - 1953년 한국 하계 |
|               | 테러와의 전쟁, 아프가니스탄 | - 제2차 통합 |

### 장식
| 스트리머 그림 | 스트리머 이름             | 내역                       |
| ------------- | ------------------------- | -------------------------- |
|               | 육군 공로부대표창         | 한반도, 19521년            |
|               | 육군 공로부대표창         | 한반도, 1952년-1953년      |
|               | 육군 공로부대표창         | 아프가니스탄 2007년-2008년 |
|               | 대한민국 대통령 부대 표창 | 한반도, 1950년-1952년      |
|               | 대한민국 대통령 부대 표창 | 한반도, 1952년-1953년      |

## 참고
1. ↑  Staff Sgt. Miriam Espinoza (2012년 12월 11일). “23rd Chemical Battalion to join 2nd Infantry Division in South Korea” (영어). 미국 육군. 2014년 5월 5일에 확인함.
2. ↑  “23 화학대대의 한국도착”. 제2보병사단 공보부 페이스북 계정. 2013년 6월 14일에 확인함.
3. ↑  홍성규 (2013년 6월 13일). “단독/美, ‘북핵 장악팀’ 한국 배치 완료”. 채널A. 2014년 5월 5일에 원본 문서에서 보존된 문서. 2013년 6월 14일에 확인함.
4. ↑  미 육군 제23 화학대대 한국 재배치 - 유튜브
5. ↑  김도윤; 반종빈 (2013년 4월 4일). “한반도 재배치 美화학부대 의정부서 깃발 게양식”. 연합뉴스. 2013년 6월 14일에 확인함.
6. ↑  Staff Sgt. Kyle J. Richardson (2013년 5월 2일). “Lions battalion celebrates return to ROK” (영어). 미국 육군. 2014년 5월 5일에 확인함.

- “Lineage and Honors of the 23rd Chemical Battalion” (영어). 미국 육군 역사관. 2010년 6월 29일. 2014년 2월 1일에 원본 문서에서 보존된 문서. 2013년 6월 14일에 확인함.
- “23rd Chemical Battalion”. 《globalsecurity.org》 (영어). 2015년 10월 19일에 확인함.